# Jan Stölben
Jan Stölben (15 giugno 2001) è un fondista tedesco.

## Biografia
Jan Stölben, attivo dal dicembre del 2017, ha esordito in Coppa del Mondo il 18 dicembre 2021 a Dresda in una sprint (60º) e ai Campionati mondiali a Trondheim 2025, dove si è classificato 57º nella 50 km, 21º nella sprint e 10º nella sprint a squadre; non ha preso parte a rassegne olimpiche.

## Palmarès

### Coppa del Mondo
- Miglior piazzamento in classifica generale: 71º nel 2024